# Incinérateur des Carrières

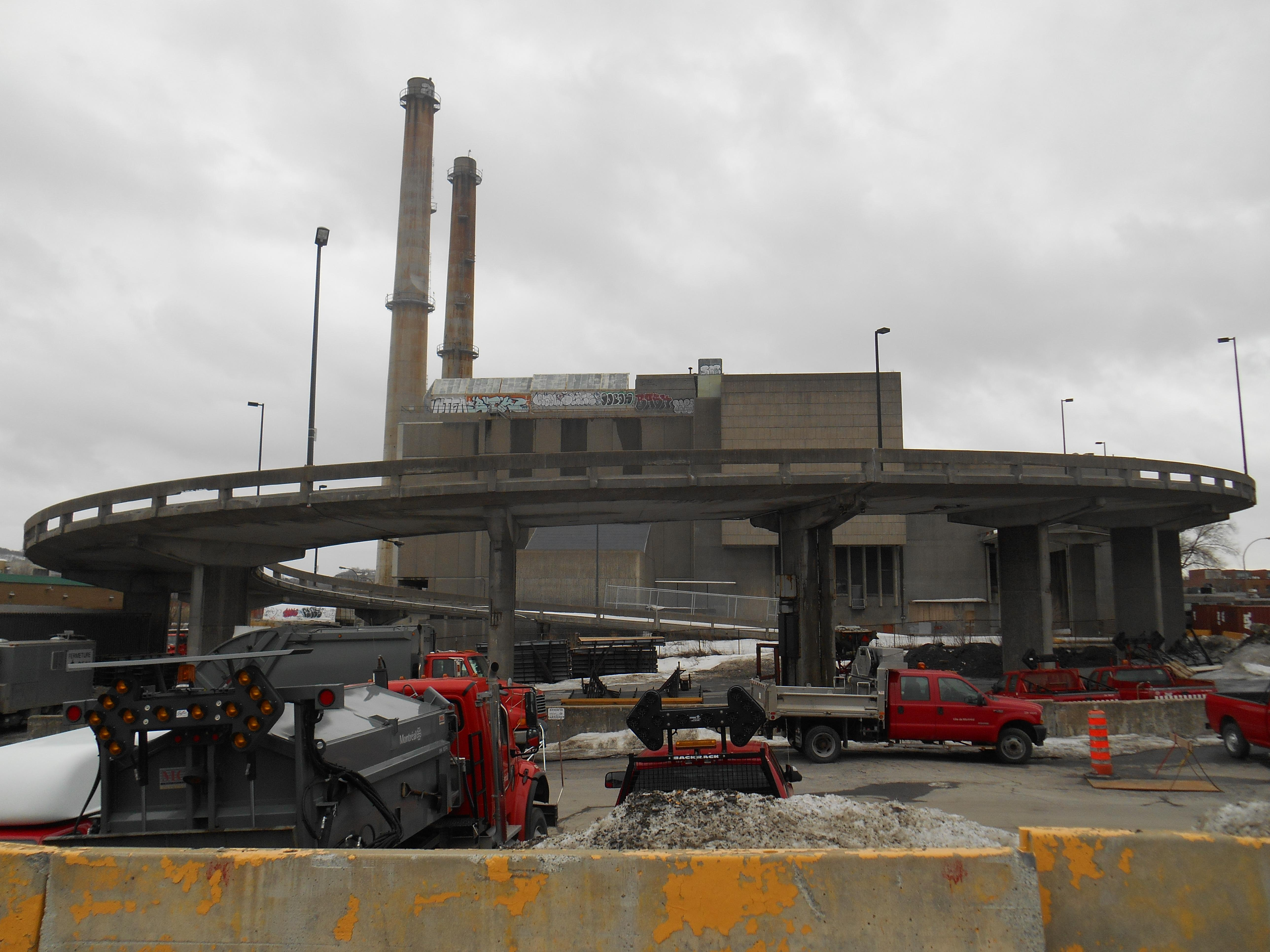
Ancien incinérateur des Carrières

L'incinérateur des Carrières est un ancien incinérateur de déchets situé dans le quartier Petite-Patrie (arrondissement Rosemont–La Petite-Patrie) à Montréal. Désaffecté depuis décembre 1993, il demeure, grâce à ses deux cheminées, un élément marquant du paysage montréalais.

## Localisation
Situé immédiatement au nord de la voie ferrée qui marque la limite entre la Petite-Patrie et le Plateau-Mont-Royal, l'incinérateur des Carrières tire son nom de sa localisation sur la rue des Carrières. Cette voie, l'une des rares rues de Montréal dont le tracé n'est pas rectiligne, menait autrefois aux carrières de calcaire du quartier, aujourd'hui fermées et souvent transformées en parcs urbains (parc du Père-Marquette, parc Sir-Wilfrid-Laurier, etc.).

## Description
Le bâtiment tel qu'il se présente aujourd'hui est celui qui a été inauguré le mardi 15 septembre 1970. Il se distingue par ses deux  cheminées hautes de 75 m et par sa rampe d'accès extérieure.

## Histoire
Décidée en 1927, la construction de l'incinérateur des Carrières commença en 1929 et s'acheva en 1931. Durant sa construction un autre incinérateur fut bâti sur la rue Atwater, qui a depuis été démoli. Grâce à sa capacité d'incinération de 300 tonnes par jour, il permit à la Ville de supprimer les petits incinérateurs domestiques, devenus désuets et dangereux, et les dépotoirs, qui prenaient de plus en plus de place et d'où émanaient de très mauvaises odeurs. 
Il fut cependant rapidement mis en cause dans la détérioration de la qualité de l'air du quartier, responsable de maux de tête et de maux de gorge parmi la population et les employés. 
En 1970, afin de réduire la pollution provenant de l'incinération des déchets, un nouvel incinérateur fut construit à quelques centaines de mètres du premier incinérateur des Carrières, qui fut démoli par la suite. Présenté comme l'incinérateur le plus moderne d'Amérique du Nord, il était doté de systèmes de récupération de la chaleur et de plusieurs mesures anti-pollution. Malgré ces innovations, l'impact de ses émissions sur la santé des résidents du quartier se révéla trop important: en 1991, les concentrations de dioxines et de furannes étaient neuf fois plus élevées que les normes fédérales canadiennes. Le site cessa ses activités industrielles en décembre 1993.

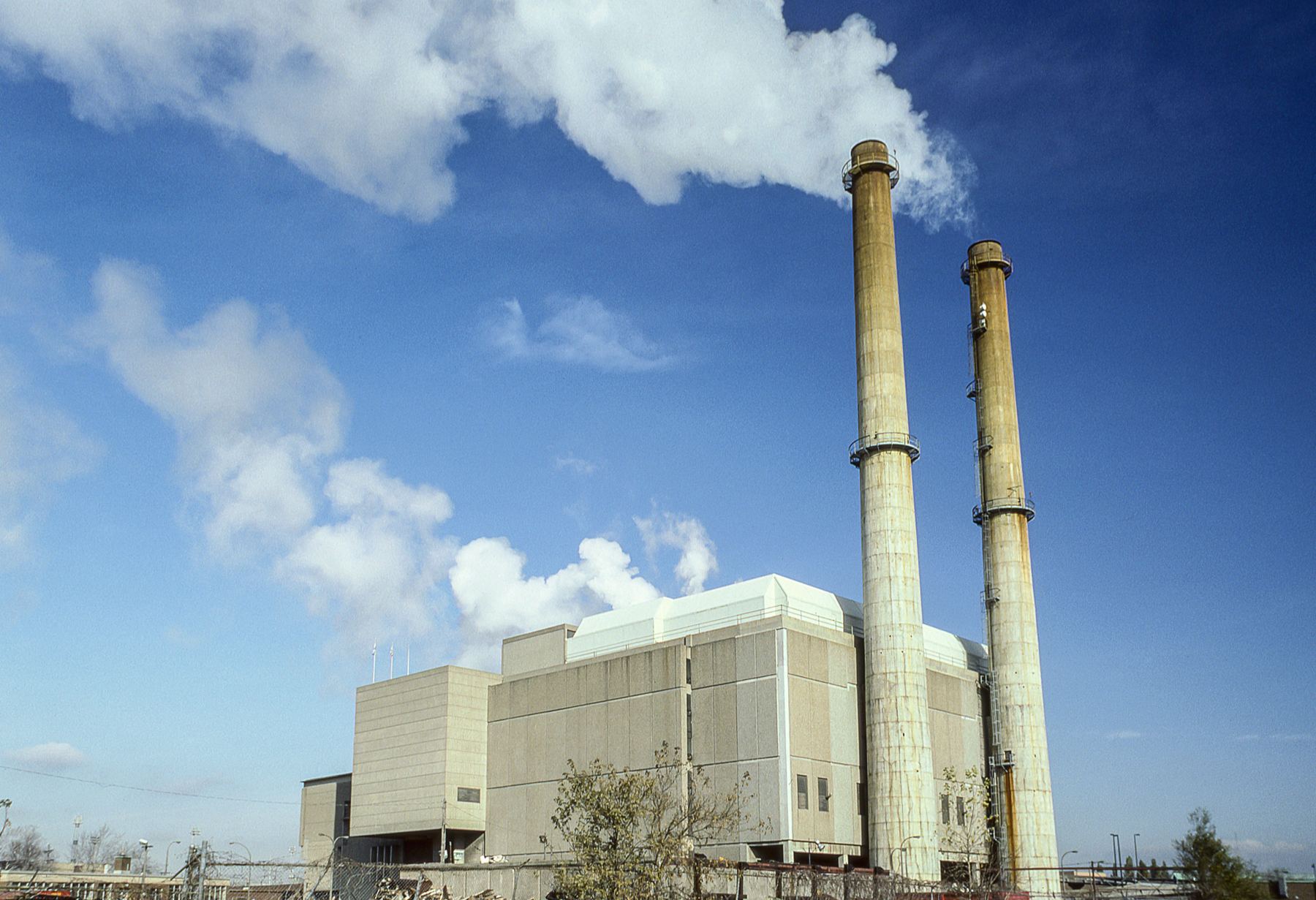
Incinérateur des Carrières, 1990.

## Utilisation

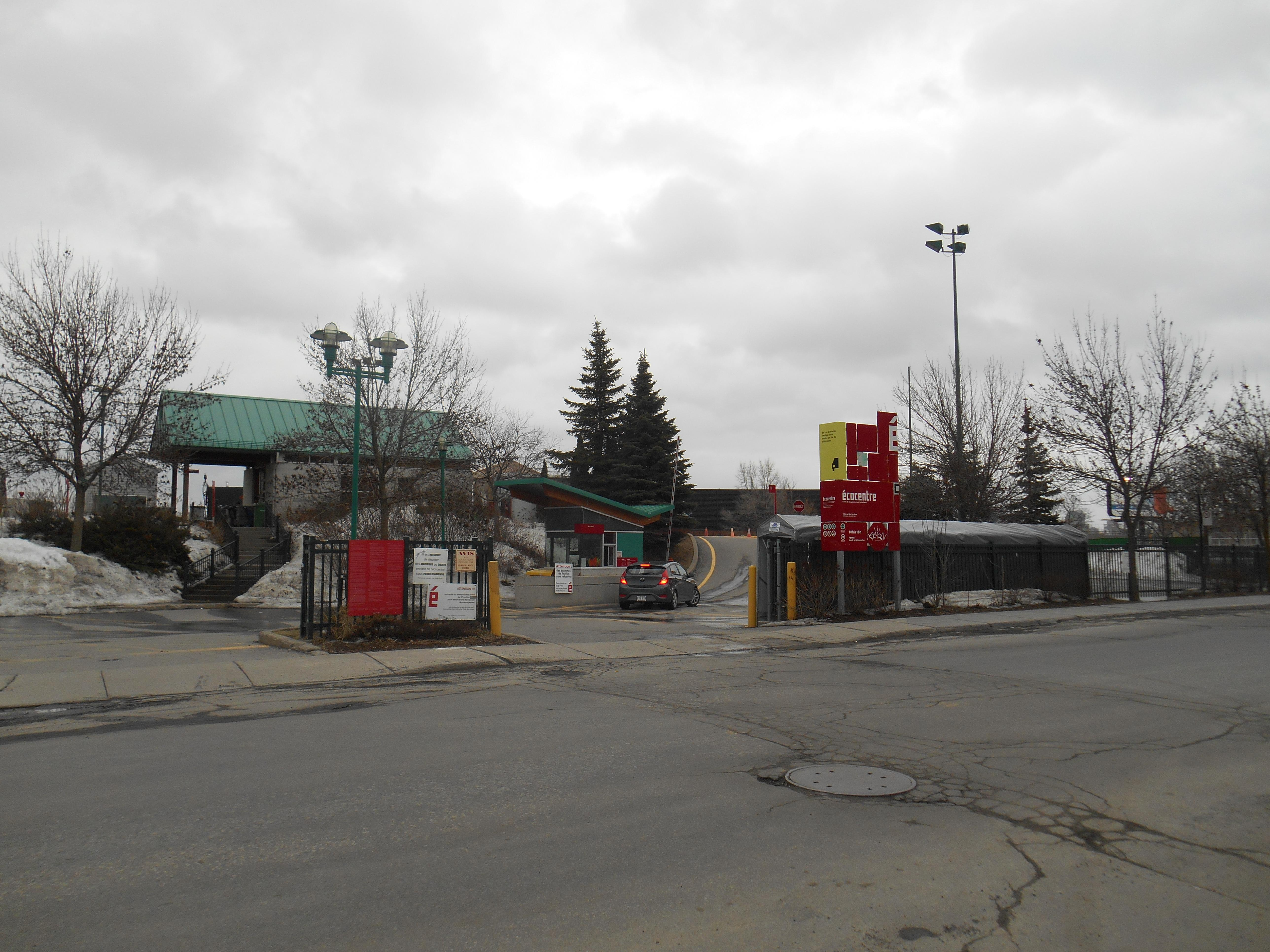
Écocentre La Petite-Patrie

Depuis sa fermeture, l'ancien incinérateur sert d'entrepôt pour le service de voirie de la Ville de Montréal. Le terrain adjacent est aussi utilisé par l'Écocentre La Petite-Patrie. Un projet d'installation du Taz, un centre de sports de glisse (patins à roulettes, planche à roulettes, etc.), a été abandonné en raison des contraintes liées à la décontamination du bâtiment. Le bâtiment est aussi visité par de nombreux explorateurs urbains.

### Site de diffusion artistique
En 2004, l'ancien incinérateur des Carrières fut utilisé comme lieu de diffusion artistique dans le cadre de la 6e manifestation internationale vidéo et art électronique.